# Dysphania combinata
Dysphania combinata là một loài bướm đêm trong họ Geometridae.